# Little Witch Academia
Little Witch Academia  (яп. リトルウィッチアカデミア Ритору витти акадэмиа, Академия ведьмочек) — короткометражное аниме, снятое на студии Trigger. Режиссёром является Ё Ёсинари.
Премьера состоялась 2 марта 2013 года. Аниме «Little Witch Academia» снято в рамках проекта обучения молодых аниматоров, так же именуемым Anime Mirai (дословно «Будущее аниме»). Проект Anime Mirai был запущен и профинансирован Японским управлением культуры.
В январе 2017 состоялся запуск анимационного телесериала.

## Сюжет
Юные ведьмы проходят обучение в Магической Академии. Тут же учится — Акко, которую в детстве поразила волшебница — Шайни Чариот и девочка всеми силами хочет походить на неё. На одном из уроков учениц отправляют на испытание в башню, где они должны сражаться при помощи своих сил с монстрами и принести как можно больше волшебных призов. Но, неожиданно для всех, пробуждается древний дракон…

## Персонажи
Акко (яп. アッコ / アツコ・カガリ Акко / Ацуко Кагари) — главная героиня, юная ведьма из обычной семьи, неуклюжая, но со страстным желанием походить на ведьму Шайни Чариот, покорившую её детское воображение.
Сэйю: Мэгуми Хан
Лотте (яп. ロッテ・ヤンソン Роттэ Янсон) — одноклассница и подруга Акко, может разговаривать с феями и духами.
Сэйю: Фумико Орикаса
Суси (яп. スーシィ・マンババラン Су:си: Мамбабаран) — одноклассница Акко, умело владеет зельеварением и искусством создания ядов.
Сэйю: Митиё Мурасэ
Диана (яп. ダイアナ・キャベンディッシュ Дайана Кябэндиссю) — лучшая ученица академии ведьм, умелая и отважная, лидер по своей натуре.
Сэйю: Ёко Хикаса
Шайни Чариот (яп. シャイニィシャリオ Сяйни: Сярио) — учитель в академии ведьм, преподаёт магическую астрономию под именем Урсула Каллистис.
Сэйю: Норико Хидака

## Создатели
- Режиссёр — Ё Ёсинари
- Автор оригинала — Ё Ёсинари
- Сценарист — Масахико Оцука
- Художник — Юдзи Канэко
- Композитор — Митиру Осима

## Продукция
- Little Witch Academia фильм 2013
- Little Witch Academia (Terio Teri) односерийная манга в Ultra Jump, август 2013
- Little Witch Academia (Terio Teri) манга в Ultra Jump август — ноябрь 2015 и отдельно танкобоном в январе 2016
- Little Witch Academia: Tsukiyo no Ōkan (Yuka Fujiwara) манга в Ribon сентябрь — декабрь 2015
- Little Witch Academia: The Enchanted Parade фильм 2015
- Space Patrol Luluco (студия Trigger) в 8-м эпизоде гостевая сцена на планете ведьмочек
- Space Patrol Luluco (студия Trigger) в последней послетитровой сцене 13-го эпизода студия Trigger анонсировала их следующее аниме Little Witch Academia, июнь 2016
- Little Witch Academia аниме январь 2017